# Вечола ди Мецо (Мачерата)
Вечола ди Мецо је насеље у Италији у округу Мачерата, региону Марке.
Према процени из 2011. у насељу је живело 86 становника. Насеље се налази на надморској висини од 528 м.